# Гезани-Боло
Гезани-Боло (тадж. Ғезани Боло) — посёлок в Пенджикентском районе Согдийской области Таджикистана в 39 км от Пенджикента. Основан в 1867 году. По оценке на 2017 год в посёлке проживало 1800 человек. Население занимается земледелием и скотоводством. Достопримечательностями являются гробницы двух исламских проповедников шейха Паранды (XVII-XVIII вв.) и Охурн Мусы (XVIII-XIX вв.), а также сохранилось здание старинной кузницы, где изготавливали мечи.
Административно входит в состав Могиенского джамоата.